# 叶昌媛
叶昌媛（1936年—），中华人民共和国两栖动物学专家，中国科学院成都生物研究所两栖爬行动物研究室研究员。其丈夫费梁也是一名两栖动物学专家。
1956年，叶昌媛考入四川农学院（今四川农业大学）畜牧专业，1961年毕业后进入中科院四川分院农业生物研究所（今中科院成都生物研究所），开始两栖动物研究工作，最初担任两栖动物研究专家刘承钊、胡淑琴夫妇的助手，1980年起，费梁与叶昌媛夫妇带领的团队发现了126个两栖动物新种及新记录，建立了一个新科、5个新亚科，定义了第5个蝌蚪类型。
为纪念叶昌媛在两栖动物分类中做出的贡献，2006年建立的新属－肛刺蛙属（Yerana）的学名即取自其姓氏。